# Ottakring (metropolitana di Vienna)
Ottakring è una stazione della linea U3 della metropolitana di Vienna situata nel 16º distretto (Ottakring). È il capolinea occidentale della linea U3 ed è ubicata al di sopra della stazione ferroviaria di Vienna Ottakring.

## Descrizione
La stazione è entrata in servizio il 5 dicembre 1998 ed è realizzata in sopraelevata. I treni arrivano su due binari centrali con accesso da marciapiedi laterali. L'ingresso si trova al piano inferiore rispetto alle banchine, che sono raggiungibili tramite scale fisse e mobili e ascensori. È collegata alla stazione della S-Bahn da un passaggio. 
A sud della stazione si trova il deposito di rimessaggio dei treni della linea U3.
Nell'atrio della stazione è presente fin dall'inaugurazione la videoscultura U-Turn dell'artista Margot Pilz; si tratta di una struttura in acciaio inossidabile a forma di "U" dal peso di 1,8 tonnellate e alta 3,6 metri che originariamente ospitava tre grandi schermi con le informazioni sul traffico ferroviario. L'opera era stata realizzata già nel 1996, nell'allora cantiere della stazione, prima ancora che venisse realizzato l'atrio. Gli schermi sono stati rimossi nel 2005 e da allora è rimasta la sola struttura.
Wiener Linien ha incaricato i grafittari anonimi della Verein Graffiti Union, già condannati per vandalismo per aver dipinto con bombolette spray vagoni dei treni e pareti della stazione, di decorare quattro muri messi a loro disposizione. Gli artisti hanno così realizzato un'opera dal titolo Styl's and Characters; col tempo i lavori originali si sono deteriorati e sono stati sostituiti con altri graffiti simili, anch'essi però in fase di deterioramento.

## Ingressi
- Ottakring